# 구대령
구대령(1979년 10월 24일 ~ )은 대한민국의 은퇴한 축구 선수이자 현 지도자이다. 선수 시절 포지션은 미드필더였으며, 대구 FC의 창단 멤버이기도 하였다. 2019년 서울 이랜드 FC의 코치직을 맡았었다.